# جرمی فاگ پورت
جرمی فاگ پورت (انگلیسی: Jérémy Faug-Porret؛ زادهٔ ۴ فوریهٔ ۱۹۸۷) بازیکن فوتبال اهل فرانسه است.
از باشگاه‌هایی که در آن بازی کرده‌است می‌توان به باشگاه فوتبال سروت ۱۸۹۰، باشگاه فوتبال استراسبورگ، باشگاه فوتبال زسکا صوفیه، و باشگاه فوتبال پترولول پلویشت اشاره کرد.